# Visat
Un visat (del llatí charta visa, lit. "paper que ha estat vist") és una indicació que una persona està autoritzada a entrar a l'estat que ha emès el visat, sotmès a l'aprovació de l'oficial d'immigració en el moment d'entrada. L'autorització pot ser un document, però més comunament es tracta d'un segell estampat al passaport del demandant. Alguns països no requereixen la visa sota determinades condicions, com per exemple acords bilaterals. El país emissor de la visa pot sotmetre-la a diverses condicions, com ara temps de durada, període que el beneficiari pot romandre al país o si la visa és vàlida per a més d'una visita.

## Història
A l'Europa occidental de finals del segle xix i principis del segle xx, els passaports i els visats no eren generalment necessaris per traslladar-se d'un país a un altre. La relativament alta velocitat i els grans moviments de persones que viatgen en tren haurien provocat bloquejos si s'havien utilitzat controls regulars del passaport. Els passaports i visats solen ser necessaris com a documents de viatge només després de la Primera Guerra Mundial.
Molt abans d'això, antigament, els passaports i els visats normalment eren el mateix tipus de documents de viatge. Al món modern, els visats s'han convertit en documents de viatge secundaris separats, amb els passaports com a principals documents de viatges.

## Condicions d'emissió
Alguns visats es poden concedir a l'arribada o mitjançant sol·licitud prèvia a l'ambaixada o consolat del país o a través d'un especialista en serveis de visat privat especialitzat en l'emissió de documents de viatges internacionals. Aquestes agències estan autoritzades per l'autoritat, l'ambaixada o el consolat exterior per representar viatgers internacionals que no poden o no volen viatjar a l'ambaixada i sol·licitar-los de manera personalitzada. Els serveis privats de visats i passaports recapten una tarifa addicional per verificar les sol·licituds de clients, els documents justificatius i enviar-los a l'autoritat corresponent. Si no hi ha cap ambaixada ni un consulat al país d'origen, un hauria de viatjar a un tercer país (o sol·licitar-lo per correu postal) i intentar obtenir un visat allí. Alternativament, en aquests casos es poden preparar visats prèviament per a la seva recollida a l'arribada a la frontera. La necessitat o absència de visat depèn generalment de la ciutadania del sol·licitant, de la durada prevista de l'estada i de les activitats que el sol·licitant pugui realitzar al país que visita; aquests podran delimitar diferents categories formals de visats amb diferents condicions d'emissió.
L'autoritat emissora, normalment una sucursal del ministeri o departament d'exteriors del país (per exemple, el Departament d'Estat dels Estats Units), i els oficials d'assumptes consulars, poden sol·licitar la documentació adequada al sol·licitant. Això pot incloure la prova de que el sol·licitant és capaç de donar-se suport al país amfitrió (allotjament, menjar), la prova que la persona que allotja el sol·licitant a casa seva realment existeix i té prou espai per allotjar el sol·licitant, la prova que el sol·licitant. una assegurança mèdica i d'evacuació obtinguda, etc. Alguns països demanen proves d'estat de salut, especialment per a visats a llarg termini; alguns països deneguen aquest visat a persones amb certes malalties, com la SIDA. Les condicions exactes depenen del país i de la categoria del visat. Rússia és un exemple destacat dels països que requereixen proves de VIH de residents a llarg termini i l'Uzbekistan. Tanmateix, a l'Uzbekistan, a vegades, el requisit de test de VIH no es fa compliment estricte. Altres països requereixen una anàlisi clínica que inclogui una prova del VIH, fins i tot per a un visat de turisme a curt termini. Per exemple, els ciutadans cubans i els estudiants d'intercanvi internacional requereixen un test aprovat per una autoritat mèdica per entrar al territori xilè.
L'autoritat emissora també pot exigir als sol·licitants que acreditin que no tenen condemnes penals o que no participen en determinades activitats (com la prostitució o el tràfic de drogues). Alguns països denegaran els visats si els passaports de viatgers mostren proves de ciutadania o viatges a un país que aquest país sigui considerat hostil. Per exemple, alguns països orientats a l'àrab no lliuraran visats als nacionals d'Israel i aquells que els passaports demostrin la seva visita a Israel.
Molts països solen exigir una forta evidència de la intenció de tornar al país d'origen, si el visat és per a una estada temporal, a causa d'una potencial immigració il·legal i no desitjada.